# Bányika
Bányika település Romániában, Szilágy megyében.

## Fekvése
Szilágy megyében, Zilahtól délkeletre, a Meszes-hegység keleti oldalán, az Almás vizének bal oldalán, Almásrákos és Hidalmás között fekvő település.

## Története
Bányika nevét 1336-ban említették először az oklevelek Bayka néven.
A település a gorbói uradalomhoz tartozott, és birtokosai a Hont-Pázmány nemzetség tagjai voltak. 1350-es oklevelek szerint Bányika határában egy remeteegyház is állt. 1396-ban a Sombori és a Drági családok folytattak pert érte.
A török időkben feltehetően elpusztult, mivel a későbbiekben csak 1600-ban volt róla adat. 1600-ban Báthory András fejedelem Bányikát a Bocskayaknak adományozta. 1645-ben már állt görögkeleti fatemploma.
1888-ban Bányika (Bajka) Kolozs vármegye Almási járásához tartozott. 1910-ben a településnek 379 lakosa volt. Bányika a trianoni békeszerződés előtt Kolozs vármegye Hidalmási járásához tartozott.

## Nevezetességek
- Ortodox fatemploma